# Mirage (Armin van Buuren)
Mirage è il quarto album studio di musica trance del produttore e DJ olandese Armin Van Buuren, pubblicato il 10 settembre 2010 dalla casa discografica Armada Music.
L'album è composto da 16 tracce, iTunes ha reso disponibili cinque tracce bonus, per un totale di 21 tracce complessive.
I primi due singoli estratti sono stati Full Focus (24 giugno 2010) e Not Giving Up on Love (20 agosto 2010).

## Tracce
1. Desiderium 207 (feat. Susana) – 2:08
2. Mirage – 6:41
3. This Light Between Us (feat. Christian Burns) – 5:09
4. Not Giving Up on Love (feat. Sophie Ellis-Bextor) – 2:52
5. I Don't Own You – 6:46
6. Full Focus – 4:41
7. Take a Moment (feat. Winter Kills) – 5:02
8. Feels So Good (feat. Nadia Ali) – 3:57
9. Virtual Friend (feat. Sophie) – 7:11
10. Drowning (feat. Laura V) – 2:45
11. Down to Love (feat. Ana Criado) – 4:15
12. Coming Home – 6:20
13. These Silent Hearts (feat. BT) – 5:48
14. Orbion – 5:17
15. Minack (with Ferry Corsten) – 6:43
16. Youtopia (feat. Adam Young) – 3:59

Tracce bonus nella versione iTunes
1. Breathe in Deep (feat. Fiora) – 6:10
2. Take Me Where I Wanna Go (feat. VanVelzen) – 7:21
3. I Surrender (feat. Cathy Burton) – 8:06
4. Love Too Hard (feat. Jessie Morgan) – 7:18
5. Virtual Friend (feat. Sophie) (Acoustic Mix) – 3:55

## Classifiche

### Classifiche settimanali
| Classifica (2010) | Posizione massima |
| ----------------- | ----------------- |
| Russia            | 2                 |

### Classifiche di fine anno
| Classifica (2010) | Posizione |
| ----------------- | --------- |
| Russia            | 15        |